# Chiesa di Sant'Andrea Apostolo (Bressanone)
La chiesa di Sant'Andrea Apostolo (in tedesco St. Andreas in St. Andrä) è la parrocchiale patronale di Sant'Andrea in Monte, frazione di Bressanone in provincia autonoma di Bolzano. Appartiene al decanato di Bressanone-Rodengo della diocesi di Bolzano-Bressanone e risale al XII secolo.

## Storia

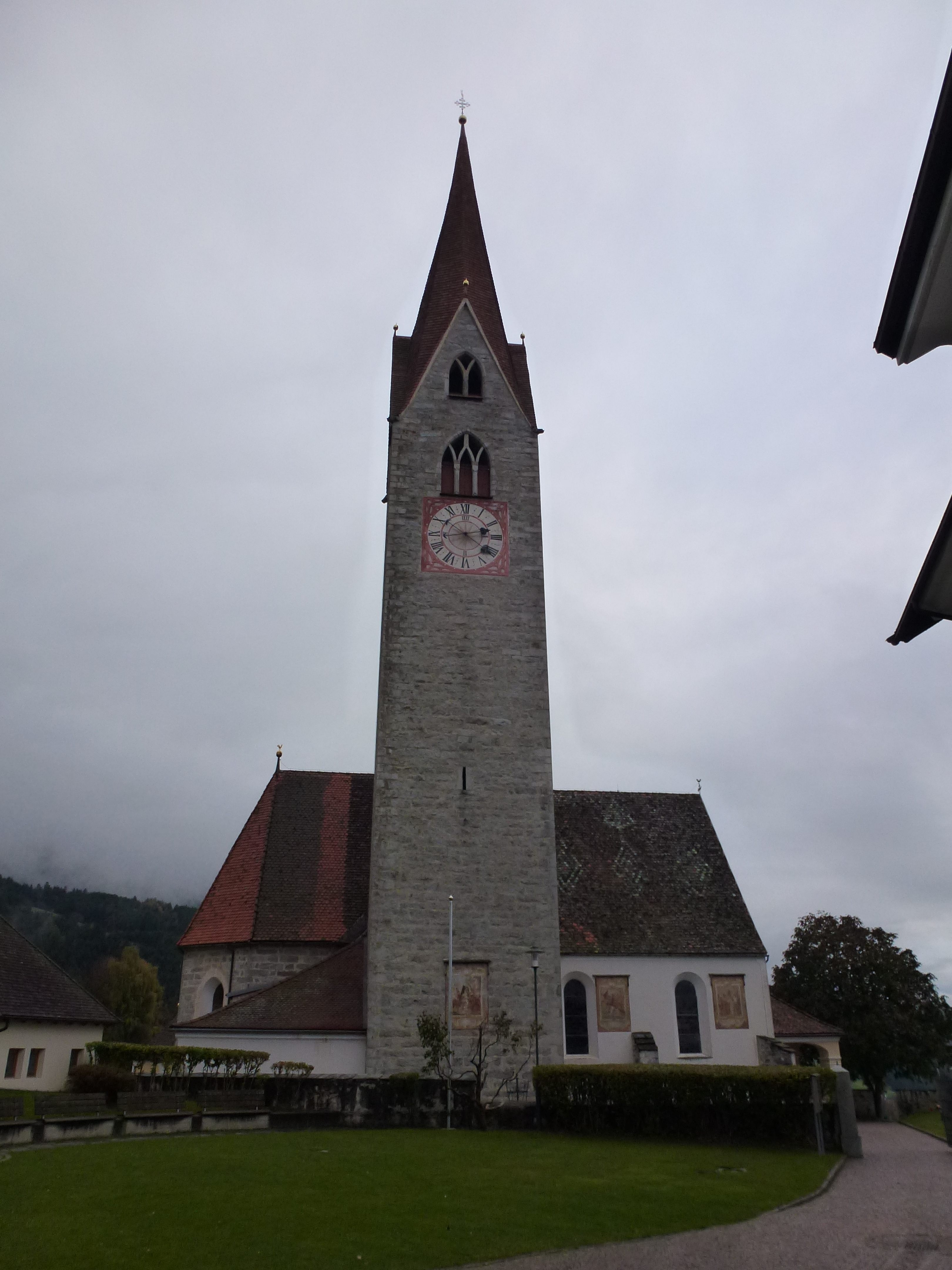
Fianco esterno della chiesa con torre campanaria e parti affrescate.

La prima citazione del luogo di culto risale al 1177 e nel 1485 fu oggetto di un'importante opera di ricostruzione e ristrutturazione secondo lo stile tardogotico.

## Descrizione
La chiesa parrocchiale nell'abitato di  Sant'Andrea in Monte si trova nell'area del camposanto della comunità ed accanto è eretta anche la piccola cappella cimiteriale.
Nel coro è conservato l'affresco attribuito a Johann Baptist Oberkofler mentre sulle pareti esterne si può ammirare la Via Crucis dipinta da Jakob Jenewein nel 1736.